# East Williston
East Williston ist  ein census-designated place (CDP) im Levy County im US-Bundesstaat Florida. Das U.S. Census Bureau hat bei der Volkszählung 2020 eine Einwohnerzahl von 780 ermittelt. 

## Geographie
East Williston grenzt im Westen direkt an die Stadt Williston. Der CDP wird vom U.S. Highway 27 (SR 500) tangiert und liegt dabei rund 20 km östlich von Bronson sowie etwa 120 km südwestlich von Jacksonville.

## Demographische Daten
Laut der Volkszählung 2010 verteilten sich die damaligen 694 Einwohner auf 182 Haushalte. Die Bevölkerungsdichte lag bei 89,0 Einw./km². 18,6 % der Bevölkerung bezeichneten sich als Weiße und 80,4 % als Afroamerikaner. 1,0 % gaben die Angehörigkeit zu mehreren Ethnien an. 4,6 % der Bevölkerung bestand aus Hispanics oder Latinos.
Im Jahr 2010 lebten in 37,0 % aller Haushalte Kinder unter 18 Jahren sowie 31,3 % aller Haushalte Personen mit mindestens 65 Jahren. 64,1 % der Haushalte waren Familienhaushalte (bestehend aus verheirateten Paaren mit oder ohne Nachkommen bzw. einem Elternteil mit Nachkomme). Die durchschnittliche Größe eines Haushalts lag bei 2,63 Personen und die durchschnittliche Familiengröße bei 3,27 Personen.
25,9 % der Bevölkerung waren jünger als 20 Jahre, 23,4 % waren 20 bis 39 Jahre alt, 31,4 % waren 40 bis 59 Jahre alt und 19,2 % waren mindestens 60 Jahre alt. Das mittlere Alter betrug 41 Jahre. 48,3 % der Bevölkerung waren männlich und 51,7 % weiblich.
Das durchschnittliche Jahreseinkommen lag bei 34.250 $, dabei lebten 18,1 % der Bevölkerung unter der Armutsgrenze.
Im Jahr 2000 war Englisch die Muttersprache von 100 % der Bevölkerung.